# 1863 en architecture
| Années de l'architecture : 1860 - 1861 - 1862 - 1863 - 1864 - 1865 - 1866    |
| Décennies de l'architecture : 1830 - 1840 - 1850 - 1860 - 1870 - 1880 - 1890 |

Cet article présente les faits marquants de l'année 1863 en architecture.

## Réalisations
- 10 janvier : ouverture du métro souterrain de Londres.
- Le dôme actuel du Capitole des États-Unis d’Amérique à Washington est construit.
- Fin de la construction du Berns salonger (sv) dans le centre de Stockholm.

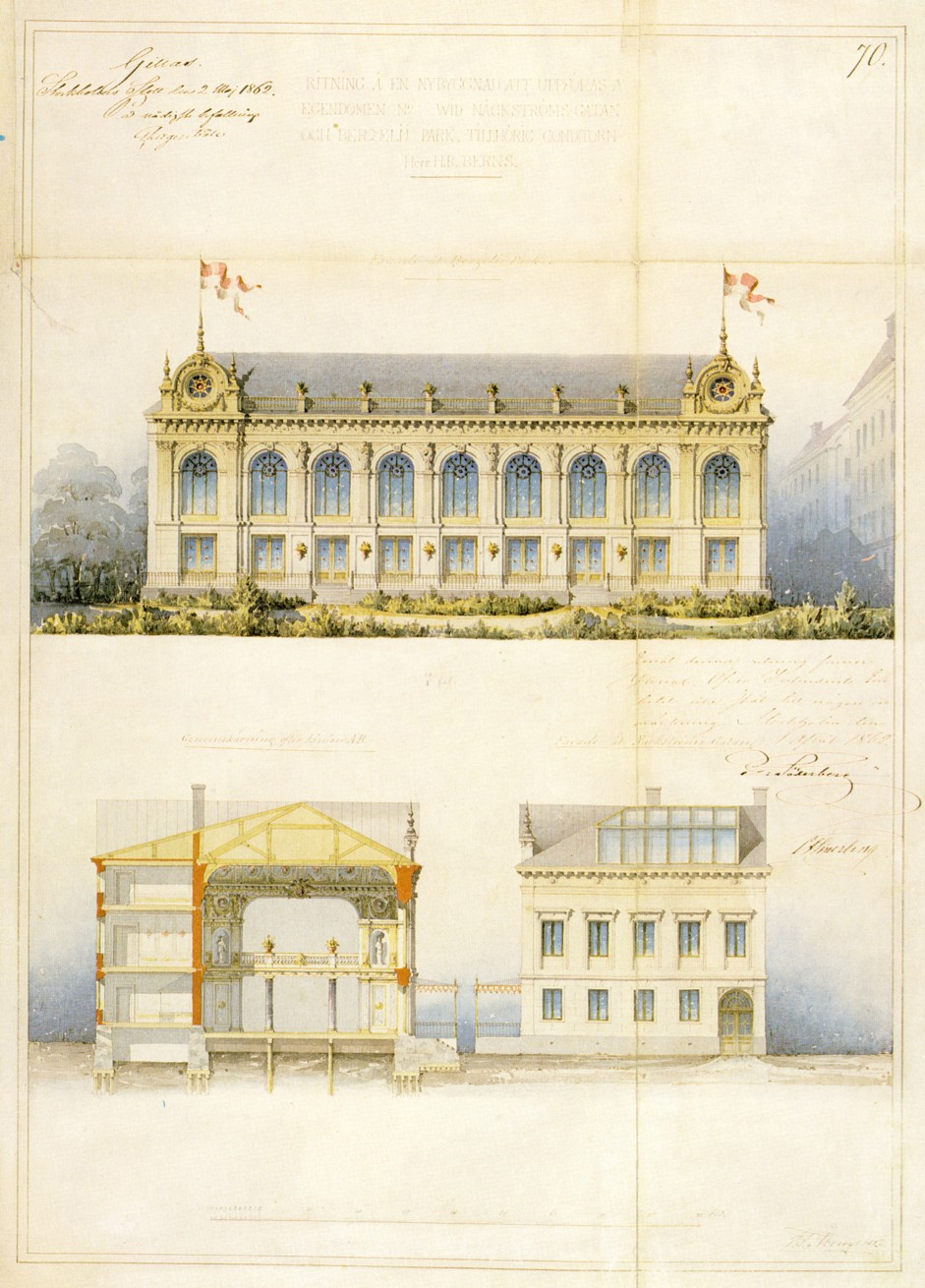
Élévation et coupe du ' (1862).

## Événements
- x

## Récompenses
- Royal Gold Medal : Anthony Salvin.
- Prix de Rome : Emmanuel Brune.

## Naissances
- 3 avril : Henry Van de Velde († 15 octobre 1957).
- 7 juin : Max Doumic († 11 novembre 1914).
- 16 décembre : Ralph Adams Cram († 22 septembre 1942).
- 31 décembre : Albert Nadler († 1952).

## Décès
- Charles Robert Cockerell (° 1788).